# Omloop Mandel-Leie-Schelde 2022
De 72e editie van de Belgische wielerwedstrijd Omloop Mandel-Leie-Schelde werd verreden op 27 augustus 2022. De start en finish vonden plaats in Meulebeke. De winnaar was Rory Townsend, gevolgd door Harry Tanfield en Ruben Apers.

## Uitslag
| Omloop Mandel-Leie-Schelde 2022 |                          |                             |            |
| Plaats                          | Naam                     | Ploeg                       | Tijd       |
| Winnaar                         | Rory Townsend            | WiV SunGod                  | 3u 33' 37" |
| 2                               | Harry Tanfield           | Ribble Weldtite Pro Cycling | 1"         |
| 3                               | Ruben Apers              | Sport Vlaanderen-Baloise    | 10"        |
| 4                               | Jeppe Aaskov Palleson    | Team Coloquick              | z.t.       |
| 5                               | Cooper Sayers            | Saint Piran                 | z.t.       |
| 6                               | Ceriel Desal             | Bingoal Pauwels Sauces WB   | z.t.       |
| 7                               | Aaron Verwilst           | Sport Vlaanderen-Baloise    | 12"        |
| 8                               | Meindert Weulink         | A Bloc CT                   | 14"        |
| 9                               | Guillaume Van Keirsbulck | Alpecin-Deceuninck          | 15"        |
| 10                              | Jack Rootkin-Gray        | Saint Pirard                | 39"        |

1945 · 1946 · 1947 · 1948 · 1949 · 1950 · 1951 · 1952 · 1953 · 1954 · 1955 · 1956 · 1957 · 1958 · 1959 · 1960 · 1961 · 1962 · 1963 · 1964 · 1965 · 1965 · 1966 · 1967 · 1968 · 1969 · 1970 · 1971 · 1972 · 1973 · 1974 · 1975 · 1976 · 1977 · 1978 · 1979 · 1980 · 1981 · 1982 · 1983 · 1984 · 1985 · 1986 · 1987 · 1988 · 1989 · 1990 · 1991 · 1992 · 1993 · 1994 · 1995 · 1996 · 1997 · 1998 · 1999 · 2000 · 2001 · 2002 · 2003 · 2004 · 2005 · 2006 · 2007 · 2008 · 2009 · 2010 · 2011 · 2012 · 2013 · 2014 · 2015 · 2016 · 2017 · 2018 · 2019 · 2020 · 2021 · 2022 · 2023